# Nanoelektromechanisches System
Ein nanoelektromechanisches System (englisch nanoelectromechanical system, kurz NEMS) ist ein miniaturisiertes Gerät, Baugruppe oder Bauteil, dessen Komponenten Abmessungen im Nanometerbereich haben. Damit stellt es die logische weitere Miniaturisierung eines Mikrosystems bzw. eines mikroelektromechanischen Systems (MEMS) dar, wobei die Grenzen fließend sind, sich per ISO-Norm jedoch im Bereich von 1 bis 100 nm bewegen. Typischerweise verbinden sie transistorähnliche Nanoelektronik mit mechanischen Aktoren, Pumpen und Motoren.

## Überblick
Durch ihre geringe Größe und die damit einhergehenden besonderen chemischen und physikalischen Eigenschaften wird erwartet, dass die NEMS in den nächsten Jahren einen hohen Einfluss auf weite Teile der Technik haben werden. Das Bauen und Betreiben von Geräten in solch kleinen Dimensionen kann deren Effizienz erhöhen und die Größe, Kosten und den Energieverbrauch verringern.

## Relevanz für die Rasterkraftmikroskopie
Nanoelektromechanische Systeme (NEMS) sind für die Rasterkraftmikroskopie (AFM, Atomic Force Microscopy) von großer Relevanz. Die Rasterkraftmikroskopie ist eine leistungsstarke Technik, die es ermöglicht, die Oberflächenstruktur und die mechanischen Eigenschaften von Materialien auf atomarer oder molekularer Ebene zu untersuchen. NEMS-Sensoren und -Komponenten sind in AFM-Systemen von entscheidender Bedeutung, da sie dazu beitragen, die Empfindlichkeit, Präzision und Auflösung der Messungen zu verbessern. Hier sind einige Aspekte, in denen NEMS für die Rasterkraftmikroskopie relevant sind:
1. Empfindlichkeit und Präzision: NEMS-Sensoren können winzige Kräfte und Oberflächenwechselwirkungen auf atomarer Ebene erkennen. Dies ermöglicht genauere und empfindlichere AFM-Messungen, da sie kleinste Kräfte zwischen der AFM-Spitze und der Probenoberfläche messen können.
2. Hohe Auflösung: Da NEMS-Geräte auf der Nanometerskala arbeiten, können sie dazu beitragen, die räumliche Auflösung von AFM-Messungen zu erhöhen. Dies ermöglicht die detaillierte Untersuchung der Oberflächenstruktur von Materialien auf atomarer Ebene.
3. Dynamische Messungen: NEMS-Komponenten können in AFM-Systemen integriert werden, um dynamische Messungen durchzuführen, bei denen die mechanischen Eigenschaften einer Probe in Echtzeit verfolgt werden können. Dies ist besonders nützlich, um Informationen über die viskoelastischen Eigenschaften von Materialien zu erhalten.
4. Miniaturisierung: NEMS-Technologien ermöglichen die Miniaturisierung von AFM-Geräten, was sie tragbarer und vielseitiger macht. Dies ist wichtig für Anwendungen in Bereichen wie Biowissenschaften und Medizin, bei denen die Untersuchung von Proben außerhalb des Labors erforderlich ist.
5. Integration mit anderen Technologien: NEMS kann mit anderen Technologien wie optischen Sensoren und Mikrofluidik kombiniert werden, um multifunktionale AFM-Systeme zu entwickeln, die eine breite Palette von Experimenten und Messungen ermöglichen.

Insgesamt erweitern NEMS-Entwicklungen die Möglichkeiten der Rasterkraftmikroskopie und tragen dazu bei, unser Verständnis von Materialeigenschaften auf der Nanoskala zu vertiefen. Dies hat Auswirkungen auf viele wissenschaftliche Disziplinen, darunter Materialwissenschaften, Nanotechnologie, Biologie und Physik.

## Ansätze zur Miniaturisierung
Es existieren grundsätzlich zwei Methoden, mit denen Strukturen im Nanometerbereich erzeugt werden können. Die Top-down-Methode nutzt die klassische Mikrofabrikation (z. B. optische und Elektronenstrahllithografie). Dabei liegen die Grenzen innerhalb der Auflösung dieser Methoden, bei andererseits hohem Maß an Kontrolle über die entstehenden Strukturen. Typischerweise entstehen die Strukturen aus metallischen Dünnschichten oder geätzten Halbleiterschichten.
Im Gegensatz dazu werden bei der Bottom-up-Strategie die chemischen Eigenschaften einzelner Moleküle genutzt, die sich dann beispielsweise selbstständig anordnen, vgl. selbstorganisierende Monoschicht. Dies erlaubt wesentlich kleinere Strukturen, allerdings auf Kosten der Kontrolle über die tatsächlich entstehenden Strukturen.